# 肥後の石工
『肥後の石工』（ひごのいしく） は、今西祐行著の児童文学。最初の書籍化は1965年、実業之日本社刊。2008年までに岩波書店ほか複数の出版社から刊行されている。1966年第6回日本児童文学者協会賞受賞作品。ほかにも第4回NHK児童文学奨励賞、第4回国際アンデルセン賞国内賞を受賞している。

## 概要
江戸時代後期に実在した「肥後の石工」岩永三五郎が薩摩藩に招かれ、甲突川五石橋などを築いた史実を基にして著された児童文学書である。初出は坪田譲治主宰の『びわの実学校』2-7号であり、1965年の書籍化で大幅に改稿された。その後、歴史的事項ほか各種の推敲がなされている。本作品は文学作品であり、史実を元にしているが、創作も加えられている。
地方の民衆に焦点を当て具体的な史実（架橋工事）を取り上げることによって、従来の偉人伝・英雄譚に偏っていた児童文学に、一石を投じることとなったと評価されている。坪田譲治はこの作品について、「今まで、こんなに真面目な児童向の小説を私は読んだことがありません」「作者は、作中の主人公岩永三五郎にまるで自分の人生問題を托して、それを解決させようとしている」(1966年)と述べている。
1969年年12月、前進座により「肥後の石工」が新橋演舞場にて上演された(脚本:野口達二、演出:小沼一郎)。

## あらすじ
肥後の石工・岩永三五郎は、その実績を買われ、薩摩藩に招聘され石橋を築くこととなった。しかし、それらの橋には、攻められたときに、要になる石を取り外すと全体が崩れ落ちるような特殊な仕掛けが施されていた。薩摩藩は、この特殊な軍事機密を知っている三五郎たちを肥後に返す気がなかった。
三五郎配下の石工たちは帰路の途中、薩摩の刺客に襲われ、三五郎もまた徳之島の仁という刺客に狙われた。しかし徳之島の仁は、三五郎の人となりを知り、藩の命令に疑問を感じて苦しむ。仁は結局、三五郎の身代わりに乞食を殺して薩摩藩へと戻る。一方、三五郎は殺された乞食の遺児を肥後に連れ帰るが、親の仇と恨まれてしまう。三五郎・遺児たち・徳之島の仁の思いと苦しみを含みながら話は進行していく。

## 関連記事
- 岩永三五郎 / 甲突川五石橋
- 種山石工